# Lindsey Buckingham
Lindsey Adams Buckingham (Palo Alto, 1949. október 3. –) Grammy-díjas amerikai zenész, énekes, zenei producer, aki leginkább a Fleetwood Mac együttes vezető gitárosaként és első számú férfi énekeseként ismert 1975 és 1987, valamint 1997 és 2008 között.  A Fleetwood Mac-kel közös munkásság mellett Buckingham hét nagylemezt és három koncertalbumot is kiadott szólóban. A Fleetwood Mac tagjaként 1998-ban beiktatták a Rock and Roll Hall of Fame-be. 2011-ben a Rolling Stone magazin beválasztotta minden idők 100 legjobb gitárosa közé.

## Diszkográfia

### Stúdióalbumok

#### Szólóalbumok
- Buckingham Nicks (1973; közös album Stevie Nicks-szel a Fleetwood Mac megalakulása előtt)
- Law and Order (1981)
- Go Insane (1984)
- Out of the Cradle (1992)
- Under the Skin (2006)
- Gift of Screws (2008)
- Seeds We Sow (2011)
- Lindsey Buckingham Christine McVie (2017; az albumot eredetileg a Fleetwood Mac 18. stúdióalbumának szánták)
- Lindsey Buckingham (2021)

### Élő albumok
- Live at the Bass Performance Hall (2008)
- Songs from the Small Machine: Live in L.A at Saban Theatre in Beverly Hills, CA / 2011 (2011)
- One Man Show (2012)